# Ricetto de Candelo
Un ricetto est une structure fortifiée où les populations des alentours mettaient leurs récoltes  à l'abri et où ils pouvaient se réfugier en cas de danger. Le ricetto de Candelo est un des exemples les mieux conservés de ce type de structure médiévale présent dans diverses localités du Piémont. Contrairement au village traditionnel il n'a pas été conçu pour être habité de façon permanente. Il a été l'objet de vastes études historiques et architecturales. En raison de son emplacement il offre une vue panoramique sur les Préalpes de Biella au nord et une  réserve naturelle régionale au sud.

## Situation
Le ricetto est un quartier historique de la ville de Candelo située dans la province de Biella dans le Piémont au nord de l'Italie. Il est de nos jours intégré à la ville par son côté sud ouest mais au nord il domine le paysage environnant.

## Histoire
Si on ne peut déterminer avec exactitude la date de construction du ricetto, on sait néanmoins qu'il est apparu vers la fin du XIIIe ou le début du XIVe siècle sur un terrain cédé par  la famille Vialardi di Villanova en échange d'un tribut annuel de 21 ducats. Son existence est attestée en 1374 par un acte spontané de soumission à la Maison de Savoie.

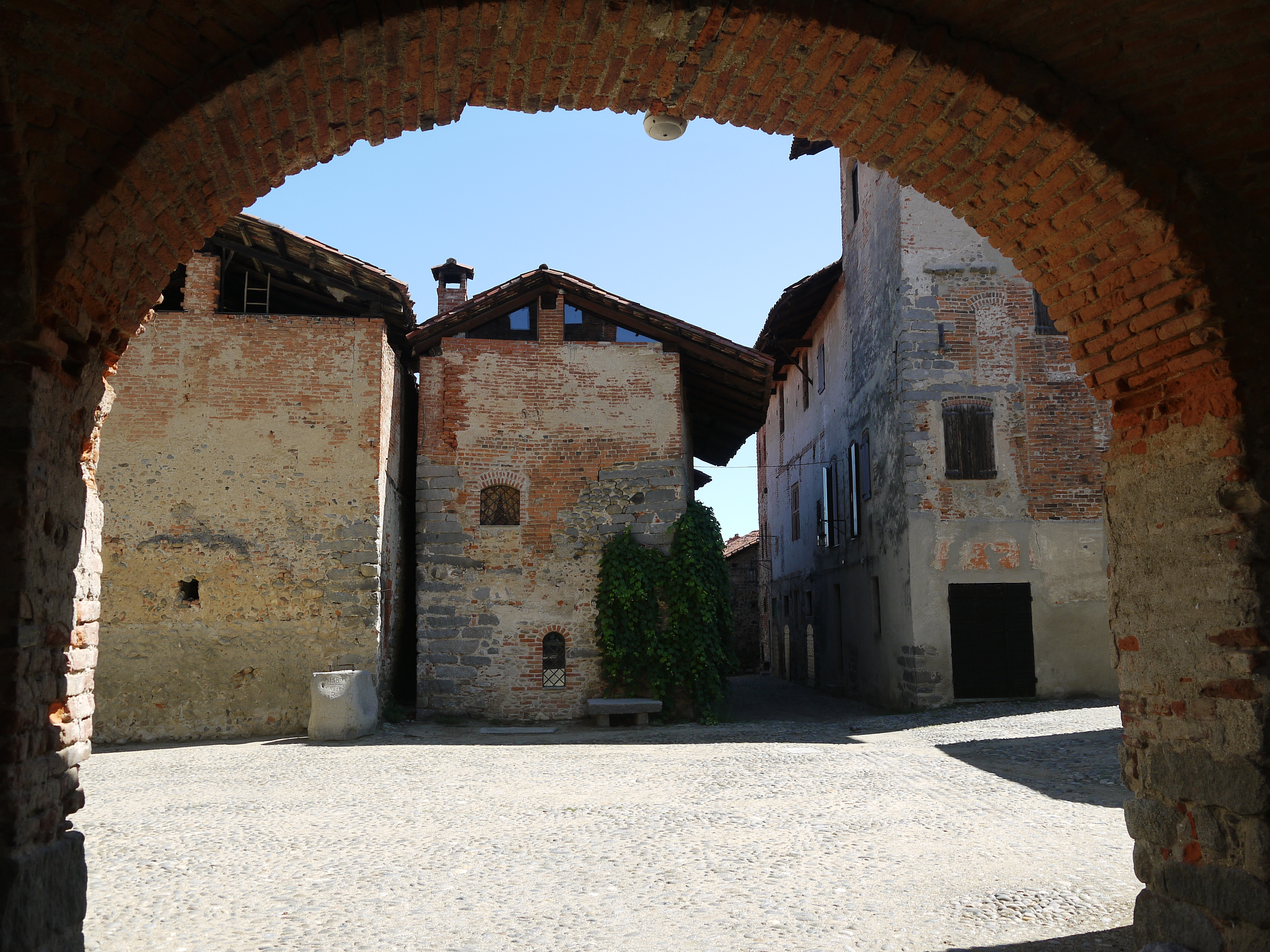
Entrée du ricetto

Au début du XVIe siècle, Sébastiano Ferrero, reçoit du duc de Savoie en récompense de services rendus le fief de Candelo en 1496 . Il y fait construire une demeure en surélevant plusieurs cellules, ce qui en fait une tour fortifiée. Cet édifice qui domine tous les autres est communément appelé la maison du Principe même s'il n'y séjournait que rarement.
En 1458 les Espagnols, alliés du duc de Savoie contraignent les Français, barricadés dans le ricetto, à se rendre, occasionnant de grands dégâts  qui sont réparés en 1561. De 1630 à 1632 la peste fait des ravages dans la population.
1819, début de la construction de l'hôtel de ville et réalisation de la place actuelle.

## Structure
Le ricetto s'étend sur une surface de forme pentagonale d'à peu près 13 000 m2. Il est construit sur un petit promontoire  et circonscrit par une enceinte en galets disposés en arête-de-poisson. L'ensemble est traversé par des voies d'accès qui portent le nom de rue (rua au singulier) Cinq rues sont orientées nord-sud avec une pente vers le nord pour le déversement des eaux de pluie. Elle se recoupent à angle droit avec trois rues transversales. L'enceinte aux murs crénelés est défendue aux angles par quatre tours  rondes et par une tour carrée  au milieu du mur nord . Une tour-porte en forme de parallélépipède dans le mur sud donne l'unique accès à l'intérieur par deux ouvertures; une pour les piétons et une autre plus grande pour les charrettes. Elle était munie d'un pont-levis aujourd'hui disparu.

Environ 200 édifices qualifiés de cellules occupent cet espace fortifié. Les bâtiments sont construits sur deux niveaux : le rez-de-chaussée au sol en terre battue servait à entreposer les barriques de vin et l'étage supérieur à la conservation du produit des moissons. Les deux niveaux ne communiquaient pas par l'intérieur pour éviter la propagation de la chaleur. L'accès à l'étage se faisait par un balcon en bois à l'extérieur. Les cellules ont été utilisées à la vinification et à la conservation du vin jusqu'à très récemment, ce qui explique la conservation des bâtiments en l'état et le témoignage exceptionnel qu'ils nous offrent sur le patrimoine de ce lieu. Toutes les cellules sont des propriétés privées.

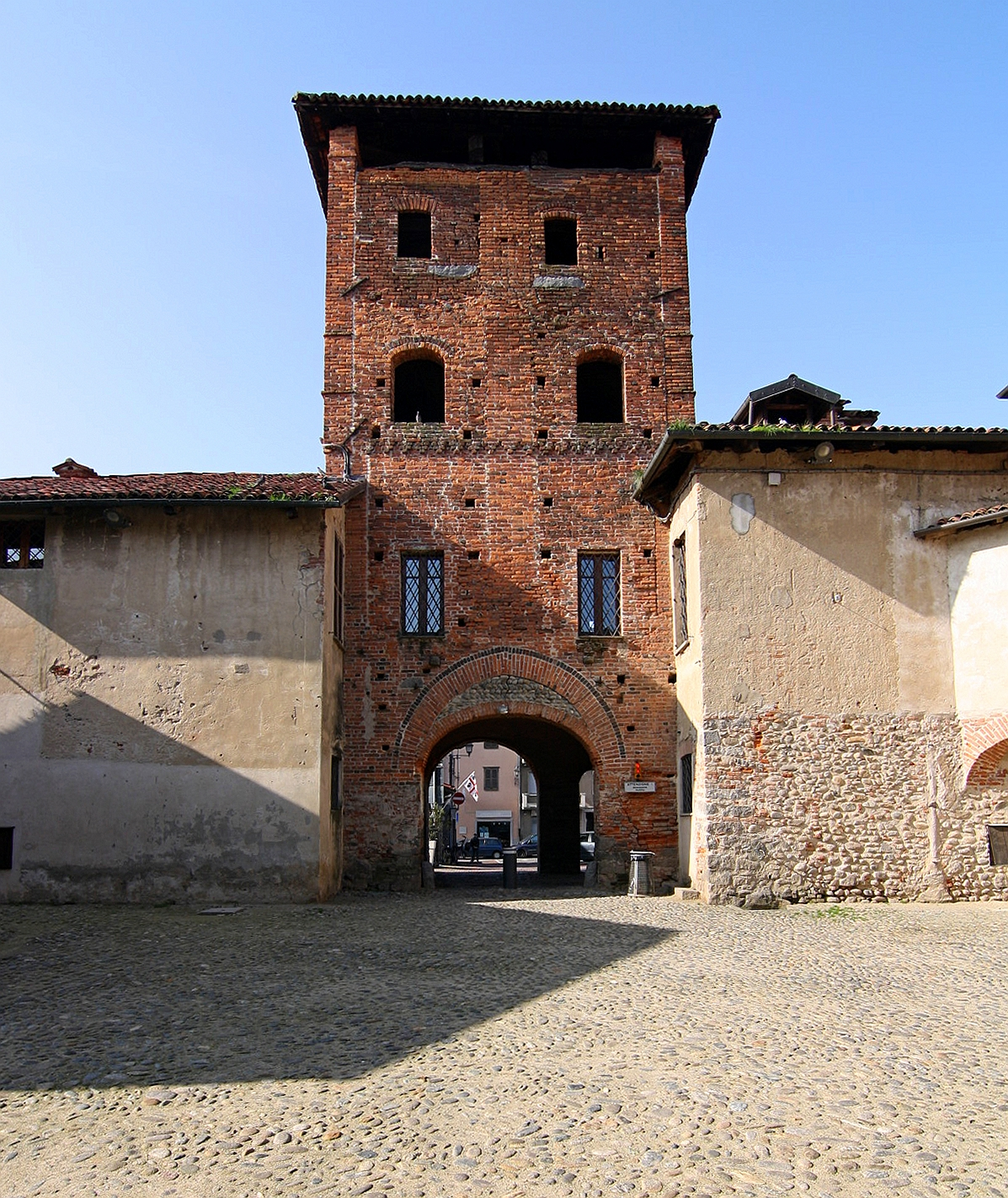
Tour-porte, unique entrée du ricetto
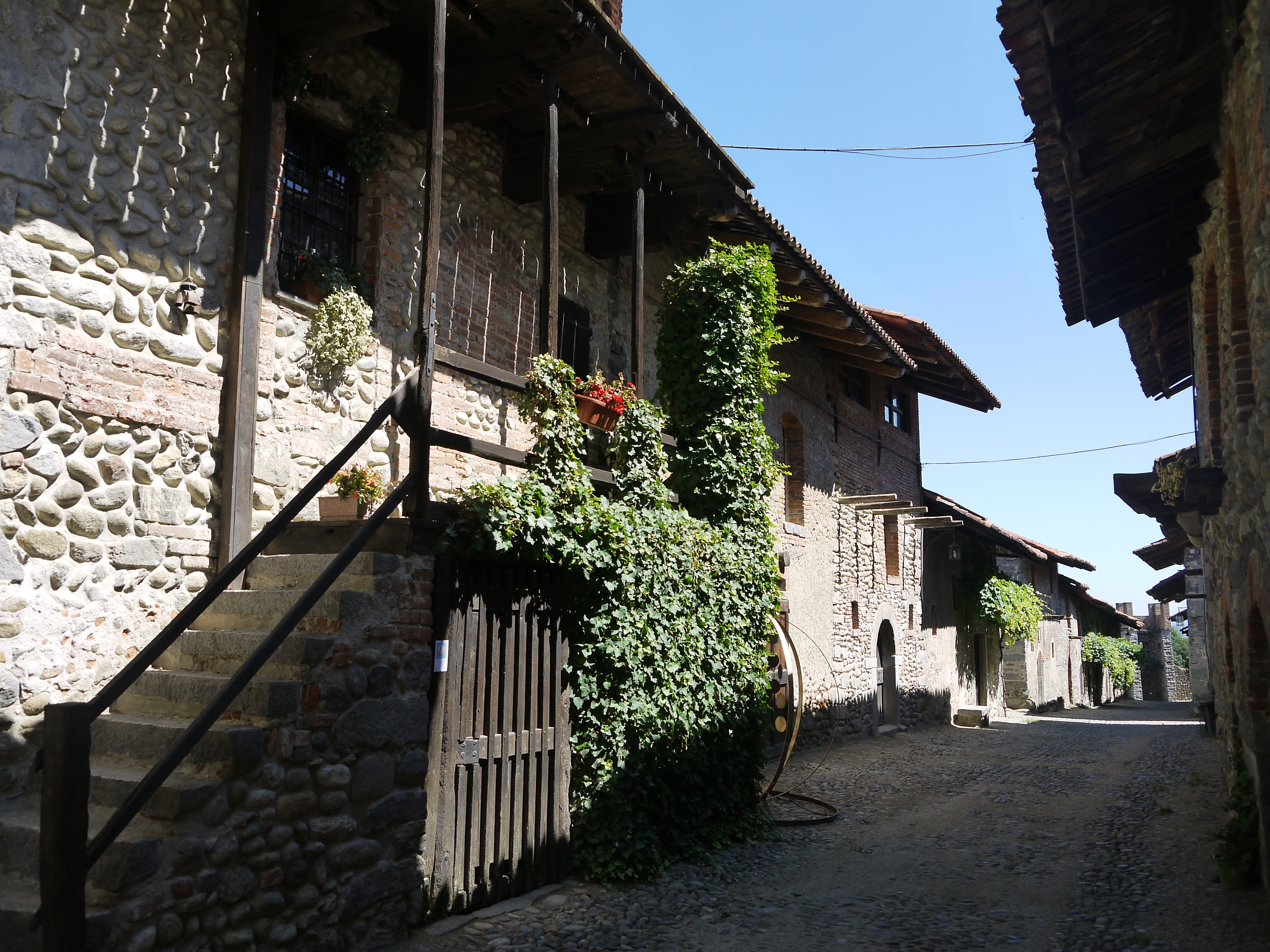
une des rues du ricetto
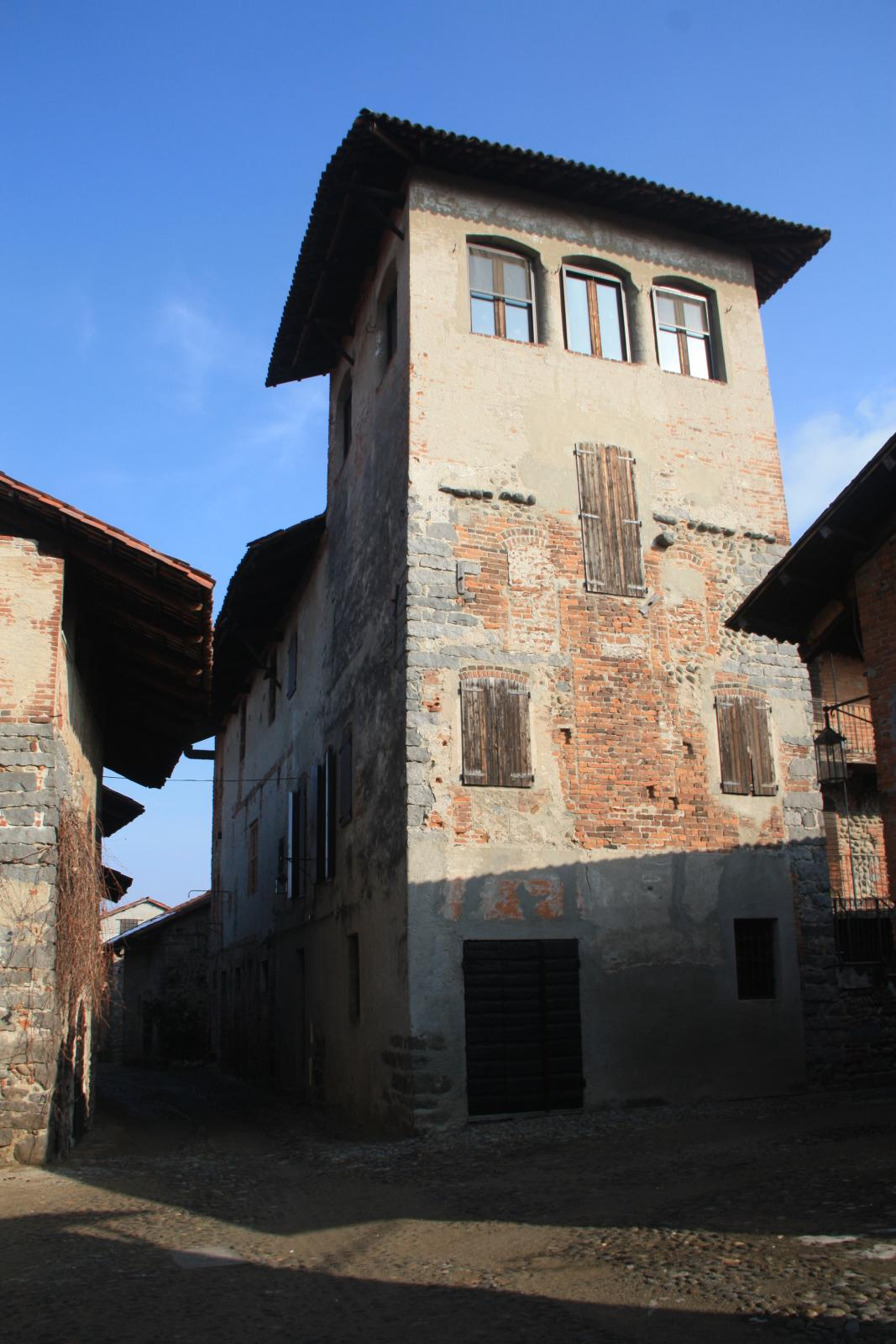
Casa del Principe
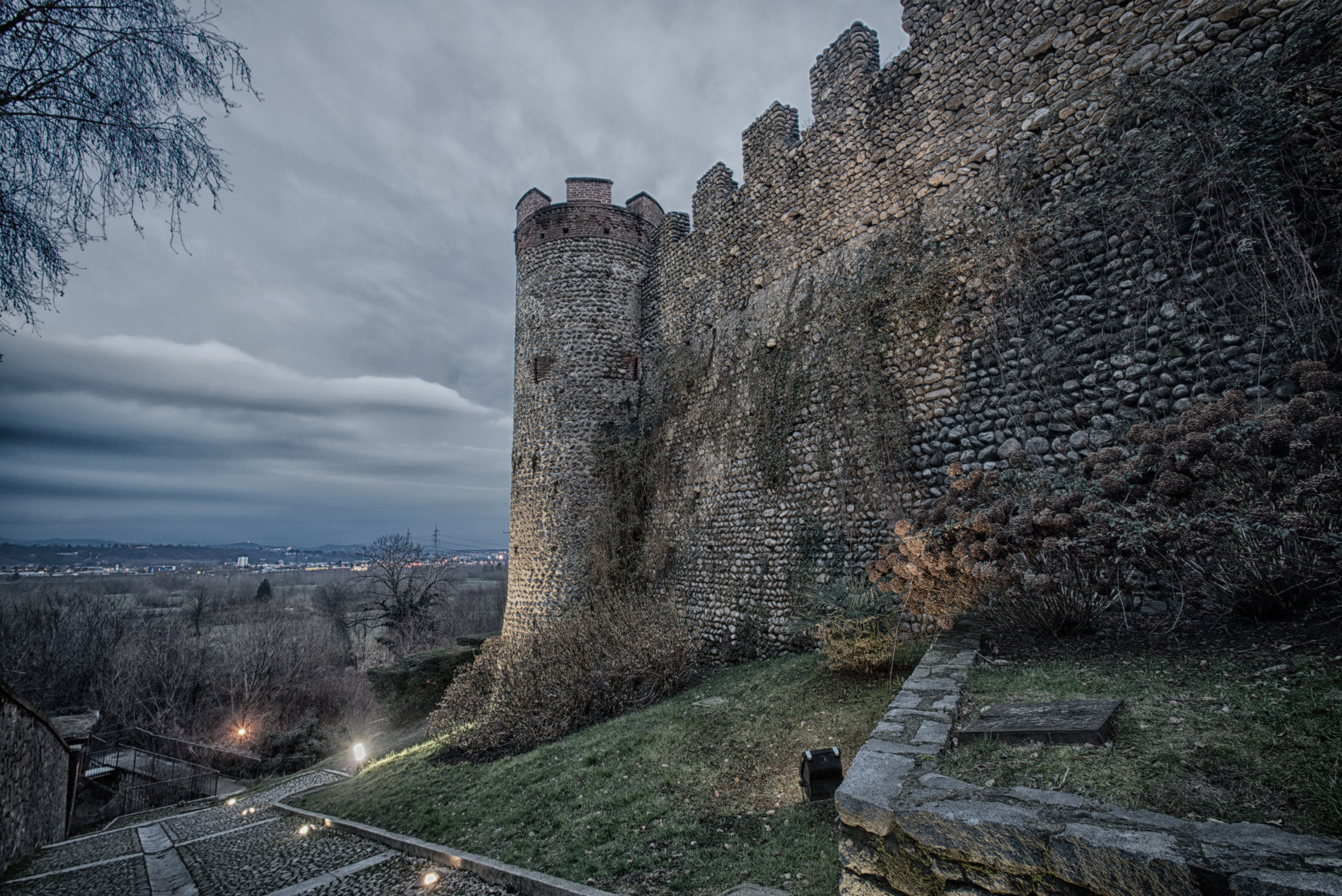
Vue extérieure, une des quatre tours d'angle

## Musées et espaces d'exposition
- Musée du ricetto,
- Centre de documentation sur les ricetti du Piémont
- Écomusée de la vitiviniculture